# Bapto
Se llamaba baptos o babtos (del griego antiguo baptô, ‘bañar’) a los sacerdotes del culto a la diosa griega Cotis o Cotito. Estos sacerdotes celebraban en Atenas unas fiestas muy semejantes a las dionisíacas. Eran fiestas nocturnas (como aquellas) y revestían caracteres de orgías desenfrenadas.